# الأصفى في تفسير القرآن
الأصفى في تفسير القرآن ، هو تفسير شيعي للقرآن من تأليف الفيض الكاشاني، يُعتبر مختصر لتفسير الصافي.

## المؤلف
حمد بن مرتضى بن محمود المعروف بلقب الفيض الكاشاني (1007 هـ - 1091 هـ). من فقهاء ومفسري ومحدّثي ومتكلمي وفلاسفة وعرفاء الشيعة الإمامية في القرن الحادي عشر الهجري، من فلاسفة مدرسة الحكمة المتعالية التي أسسها أستاذه صدر الدين الشيرازي،عاش في زمن الدولة الصفوية في إيران، له العديد من المؤلفات في مختلف العلوم.

## زمن ودافع التأليف
انتهى المؤلف من كتابة تفسير الأصفى سنة 1076 هـ أي بعد نهاية تفسير الصافي بسنة واحدة، ويقول المؤلف حول دافعه لتأليف هذا التفسير:«هذا ما اصطفيت من تفسيري للقرآن المسمى بـ" الصافي " راعيت فيه غاية الإيجاز مع التنقيح، ونهاية التلخيص مع التوضيح، مقتصراً على بيان ما يحتاج إلى البيان من الآيات، دون ما يستغنى عنه من المحكمات الواضحات، فبالحري أن يسمى بـ" الأصفى»

## المضمون والمنهج
يقع الكتاب في جزئين:
- الجزء الأول يشمل تفسير سورة الحمد حتى سورة الكهف.
- الجزء الثاني من سورة الكهف إلى نهاية القرآن الكريم[3]، ولم يكتفي الفيض في تفسيره برواية الأحاديث الواردة فحسب، بل اعتنى بدراية ما ينقل من الروايات، فيقول:

«فكل ما كان من ألفاظهم  صدّرته ب‍ (قال)، أو (ورد)، أو (في رواية)، فإنّ تصرفت في شيء منه لتلخيص أو لتوضيح نبهت عليه، تم تذييله ب‍ (كذا ورد ) فإنه من أوجز ألفاظ هذا التنبيه؛ ليعرف أنّه المنقول بمضمونه ومعانيه. وما نقلته من تفسير علي بن إبراهيم القمي مما لم ينسبه إلى المعصوم، وظاهره أنه مسند إلى المعصوم صدّرته ب‍ (القمي)؛ ليمتاز عن المجزوم. وما رويت من طريق العامة صدّرته ب‍ (روي)؛ ليمتاز عما رويت من طريق الخاصة»

## الملخصات والترجمات
قام الفيض الكاشاني بتلخيص هذا التفسير، وسمّاه «المصفّى»، ولتفسير الأصفى ترجمتين باللغة الأردوية:
- ترجمة مظاهر حسن الامروهوي.
- ترجمة مظهر حسن الهندي في القرن الخامس عشر.[6]

ويذكر أن هذا التفسير تم ترجمته إلى الفارسية على يد محمد مسعود عباسي الزنجاني.

## الطبعات
تم نشر وإصدار هذا التفسير من قبل مركز النشر في مكتب الإعلام الإسلامي بقم، وقد حققه مركز الأبحاث والدراسات الإسلامية، وذلك في جزئين سنة 1418 هـ.